# Mia Brentano’s Summerhouse
Mia Brentano’s Summerhouse. New Music for 2 Pianos ist ein Konzeptalbum von Mia Brentano alias Klaus Martin Kopitz, das 2022 beim Label Mons Records veröffentlicht wurde. Die Noten der einzelnen Stücke erschienen im Berliner Verlag Ries & Erler.

## Hintergrund und Entstehungsgeschichte
Im Gegensatz zu vielen anderen Komponisten seiner Generation, die ausschließlich Atonale Musik für „modern“ halten, vertrat Kopitz schon in den 1980er Jahren die Ansicht, es sei ebenso möglich, „daß jemand mit völlig traditionellen Mitteln absolutes Neuland betritt“.
Summerhouse gehört zu seinen neueren Werken, die sich keinem bestimmten Genre mehr zuordnen lassen und eine große stilistische Freiheit demonstrieren. Die Musik changiert permanent zwischen Klassik, Neo-Klassik, Jazz, Pop, Third Stream, Easy Listening, New Age und Minimal Music. Darüber hinaus finden sich auch Anklänge an Spätromantik und Barockmusik, beispielsweise am Schluss der Elegie Angel in the Rain, der auf Rachmaninow (Takte 49–57) und Bach (Takte 58–59) verweist.
Die Kompositionen entstanden überwiegend in den Jahren 2015 bis 2021. Einige gehen zurück auf frühere Entwürfe, etwa das virtuose Stück Funky Fox, das bereits 1984 skizziert wurde.
Der Booklet-Text verbindet die einzelnen Stücke mit einer kleinen Geschichte, beginnend mit dem ersten, The Letter: „Es war im vorigen Jahr, im Juli, als ich diesen Brief von Mia erhielt, in dem sie mich in ihr Sommerhaus einlud.“ An anderer Stelle ist die Rede von „Mias Musik, die wir spielten und uns dabei fühlten wie Birds Leaving the Earth.“
Die Aufnahmen wurden vom 26. bis 28. April 2021 von den Pianisten Benyamin Nuss und Billy Test im Großen Sendesaal des WDR Köln eingespielt. Produzent war Michael Breugst, Tonmeister Martin Pilger. Das CD-Cover basiert auf dem Bild Haus am Meer des Münchner Künstlers Quint Buchholz.

## Titelliste
Alle Titel wurden von Mia Brentano komponiert, mit Ausnahme der beiden Bonustracks, zwei Improvisationen über Songs von Henry Mancini.
1. The Letter (Piano Solo) – 0:50
2. Roads into Dusk – 3:41
3. Cat in the Window – 3:42
4. Before Sunrise – 3:33
5. I Was Seventeen – 3:27
6. Unsung Song – 4:31
7. Desert Island (Piano Solo) – 2:05
8. Birds Leaving the Earth – 3:02
9. Strange Little Boy – 2:32
10. Dreaming Mathilda – 3:31
11. Sleepy Landscape (Piano Solo) – 2:58
12. Funky Fox – 2:41
13. Angel in the Rain – 4:13
14. Nightlounge – 2:51
15. She Needs the Wind – 2:05
16. Alone at the Lakeside – 2:39
17. It’s Dripping on My Roof – 0:41
18. Red Shoes – 3:17
19. Drifting – 2:27
20. Walking in Starlight – 3:18

Bonustracks
1. Days of Wine and Roses (Henry Mancini, arr. by Benyamin Nuss, Piano Solo) – 2:55
2. Moon River (Henry Mancini, arr. by Billy Test, Piano Solo) – 5:43

## Rezeption
- Das Album wurde äußerst positiv besprochen, insbesondere in den USA, wo im Klassik-Magazin Fanfare gleich drei Rezensionen erschienen, außerdem ein ausführliches Interview, das Jaqueline Kharouf mit dem Komponisten führte. In ihrer Besprechung meinte sie: „Brentano’s music is transportive, nostalgic, and meditative—qualities, perhaps, that represent a sort of blend between contemporary classical music and jazz. This is music that occupies a space between genres“. (Brentanos Musik ist mitreißend, nostalgisch und meditativ – Eigenschaften, die vielleicht eine Art Mischung aus zeitgenössischer klassischer Musik und Jazz darstellen. Es ist Musik, die einen Platz zwischen den Genres einnimmt.)
- Ebenfalls in Fanfare konstatierte Colin Clarke: „Mia Brentano is a mistress of atmosphere.“ (Mia Brentano ist eine Meisterin der Atmosphäre.)
- Ken Meltzer schwärmte in Fanfare insbesondere von „Brentano’s melodic gifts, expressed with a mastery of various styles and instrumental colors“ (Brentanos melodischer Begabung, ausgedrückt mit einer Meisterschaft verschiedener Stile und instrumentaler Farben).[3]
- In den Piano News bemerkte Robert Nemecek: „Freude und Erstaunen angesichts so vieler auch neuer Ideen und verblüffender Wendungen … Birds Leaving the Earth ist mit seiner schwebenden, von wogenden Klangwellen eingekreister Melodik einfach umwerfend … etwas unverwechselbar Eigenes.“[4]
- Dave Jones bezeichnet die CD im britischen Pianist Magazine als „a very pleasant and enjoyable album … music that sits on the fringes of various styles“ (ein sehr sympathisches und genussreiches Album … Musik, die an den Rändern verschiedener Stile liegt).[5]
- Dagmar Leischow klassifizierte sie im Fono Forum als „Minimal Music und Jazz mit tiefenentspanntem Loungepop“ und meinte zur Interpretation: „Die beiden Pianisten musizieren mühelos – mit schwereloser Virtuosität.“[6]
- Der Kritiker der Website jazz-fun resümierte: „20 unverwechselbare Miniaturen im Niemandsland zwischen Klassik, Jazz, Pop und Minimal Music … Ein sehr gutes Album!“[7]

## Auszeichnungen
- Jahresbestenliste („Want List“) des Klassik-Magazins Fanfare.[8]
- Nominierung für den Opus Klassik in der Kategorie „Klassik ohne Grenzen“.[9]